# Рудине (Соколац)
Рудине су насељено мјесто у општини Соколац, Република Српска, БиХ. Према попису становништва из 2013. у насељу је живјело свега 15 становника.

## Становништво
| Демографија | Демографија | Демографија |
| Година      | Становника  | Становника  |
| ----------- | ----------- | ----------- |
| 1971.       | 69          |             |
| 1981.       | 74          |             |
| 1991.       | 68          |             |
| 2013.       | 15          |             |